# Ctiboř, Tachov
Ctiboř là một làng thuộc huyện Tachov, vùng Plzeňský, Cộng hòa Séc.